# كتلة كيرنس (خاركيف الناجح)
كتلة كيرنس - خاركيف الناجح (بالأوكرانية: Блок Кернеса- Успішний Харків)‏ و(باللاتينية: Blok Kernesa - Uspishnyy Kharkiv)‏ هو حزب سياسي في أوكرانيا، تم تسجيله في (12 أبريل 2016 ). كان مؤسس الحزب السياسي وأول رئيس له هو جينادي كيرنس، الذي أنشأه بهدف المشاركة في الانتخابات المحلية في منطقة خاركيف، سواء في مجلس المدينة أو في المجلس الإقليمي.

## التاريخ
في عام 2016 ، تم تسجيل الحزب رسميًا تحت اسم "أوكرانيا
الأوروبية الموحدة" . في نهاية عام 2019 ، تم تغيير اسم الحزب إلى "كتلة كيرنس - خاركيف الناجح" ، وبعد ذلك بدأت شائعات كثيرة تدور حول الحزب حول مشاركته في الانتخابات المحلية لعام 2020 ، بقيادة عمدة خاركيف حنادي كيرنس في أوائل عام 2020 ، أعلن هينيدي كيرنز أنه سيخوض انتخابات مجلس مدينة خاركيف مع كتلته الخاصة، دون مشروع صكوك الثقة، الذي قاده جنبًا إلى جنب مع جينادي تروخانوف وكتلة المعارضة ، التي لم تشارك في الانتخابات المحلية . الانتخابات كجبهة موحدة. لصالح الكتل الانتخابية الصغيرة مثل كتلة فاديم بويشينكو ، وكتلة المنظور الأوكراني بزعامة فيلكول ، وحزب الوحدة بزعامة فولوديمير بورياك، وحزب الثقة التابع لجينادي تروخانوف.
يعلن الحزب 30 خطوة إستراتيجية لتطوير منطقة خاركيف وخاركيف نفسها. فيما يتعلق بالحكومة المركزية ، فإنها تضع نفسها على أنها معارضة، وبين هينادي كيرنس والرئيس السابق لإدارة الدولة الإقليمية في خاركيف أوليكسي كوشر كانت هناك علاقات متوترة للغاية.
في انتخابات رئاسة البلدية لعام 2020 ، فازت كيرنس في الجولة الأولى من التصويت بنتيجة 61.2٪، وحصلت كتلة كيرنس - خاركيف الناجح على نتيجة 37.98٪ في مجلس مدينة خاركيف و 30.1٪  في مجلس مقاطعة خاركيف . في 17 ديسمبر 2020. تم تعيين انتخابات عمدة مبكرة في خاركيف لتحديد خليفة كرنيس في 31 أكتوبر 2021. في هذه الانتخابات كتلة كيرنس - قامت خاركيف الناجحة بترشيح إيهور تيريكوف كمرشح عمدة لها. كان تيريخوف يتولى منصب عمدة خاركيف منذ 24 ديسمبر 2020. فاز تيريخوف رسميًا في الانتخابات بنسبة 50.66٪ من الأصوات[بحاجة لمصدر]. في جلسة استثنائية لمجلس مدينة خاركيف في 11 نوفمبر 2021 ، أدى تيريكوف اليمين الدستورية كعمدة جديدة لمدينة خاركيف.

## القيادة
كان الرئيس الفعلي للحزب هو هينادي كيرنس، لكن بحكم القانون تم تغيرة منذو 19 أكتوبر 2019 وتم تعين رئيس جديد هو فياتشيسلاف أورلوف .

## روابط خارجية
- الصفحة الرئيسية على الفيسبوك